# Бахти
Бахти́ (каз. Бақты) — село у складі Маканчинського району Абайської області Казахстану. Адміністративний центр та єдиний населений пункт Бахтинського сільського округу.
Населення — 2068 осіб (2021; 2511 у 2009, 3236 у 1999, 2931 у 1989).
Національний склад станом на 1989 рік:
- казахи — 100 %